# Legio XVII (Cesare)
La legio XVII di Cesare era un'unità militare romana di epoca tardo repubblicana, la cui origine è da collegarsi all'inizio della guerra civile (49 a.C.), quando venne costituita da Gaio Giulio Cesare. Fu distrutta poco dopo, una volta trasferita in Africa proconsolare sotto il comando di Gaio Scribonio Curione.

## Storia
La sua formazione è da collegarsi allo scoppio della guerra civile. Venne formata da Cesare con cittadini romani dell'Italia oppure con i pompeiani arresisi al termine dell'assedio di Corfinio. Questa legione venne infatti creata, molto probabilmente insieme ad altre quattro: la XVI, XVIII, XIX e XX.
Si ipotizza che questa legione, insieme alla XVIII e probabilmente anche alla XIX, venne inviata da Cesare in Africa proconsolare sotto il comando di Gaio Scribonio Curione e qui fu distrutta presso il fiume Bagradas.
È possibile che poco prima di trasferirisi in Africa abbia marciato insieme a Cesare fino a Brundisium (fine marzo del 49 a.C.), da dove Pompeo riuscì scappare, salpando per l'Epiro.
Secondo alcuni studiosi, dopo la sua distruzione venne ricostituita. Altri invece sostengono che fu riformata solo durante il secondo triumvirato (cfr. guerra civile degli anni 44-31 a.C.) e che venne schierata da Marco Antonio durante la battaglia di Azio del 31 a.C.